# Tramway d'Olomouc
Le tramway d'Olomouc, circule depuis 1899 dans la ville d'Olomouc, en République tchèque.

## Historique
En 2013, le réseau est étendu de 1,4 kilomètre jusqu'au quartier de Nové Sady.

## Exploitation

### Lignes actuelles
| Ligne | Itinéraire |
| ----- | --- |
| 1     | Nová Ulice - Pionýrská - Fakultní nemocnice - Wolkerova - Výstaviště Flora - Okresní soud - Tržnice - Envelopa - Vejdovského - Hlavní nádraží - Fibichova |
| 2     | Neředín, krematorium - Hřbitovy - U Kovárny - Pražská - Šibeník - Nádraží město - Palackého - Náměstí Hrdinů - U sv. Mořice - Náměstí Republiky - U Dómu - Žižkovo náměstí - U Bystřičky - Hlavní nádraží - Fibichova                                                                                           |
| 3     | U Kapličky - Rožňavská - Zikova - Trnkova - V Kotlině - Šantovka - Tržnice - Okresní soud - Náměstí Hrdinů - U sv. Mořice - Náměstí Republiky - U Dómu - Žižkovo náměstí - U Bystřičky - Hlavní nádraží - Fibichova                                                                                             |
| 4     | Nová Ulice - Pionýrská - Fakultní nemocnice - Wolkerova - Výstaviště Flora - Okresní soud - Náměstí Hrdinů - U sv. Mořice - Náměstí Republiky - U Dómu - Žižkovo náměstí - U Bystřičky - Hlavní nádraží - Fibichova - Autobusové nádraží, podchod - Hodolanská - Husův sbor - Bělidla - Pavlovická - Pavlovičky |
| 5     | U Kapličky - Rožňavská - Zikova - Trnkova - V Kotlině - Šantovka - Envelopa - Vejdovského - Hlavní nádraží - Fibichova |
| 6     | Nová Ulice - Pionýrská - Fakultní nemocnice - Wolkerova - Výstaviště Flora - Okresní soud - Náměstí Hrdinů - U sv. Mořice - Náměstí Republiky - U Dómu - Žižkovo náměstí - U Bystřičky - Hlavní nádraží - Fibichova                                                                                             |
| 7     | Neředín, krematorium - Hřbitovy - U Kovárny - Pražská - Šibeník - Nádraží město - Palackého - Náměstí Hrdinů - Okresní soud - Tržnice - Envelopa - Vejdovského - Hlavní nádraží - Fibichova |

### Matériel roulant
| Image | Modèle           | En circulation | Année de livraison | Remarques                                     |
| ----- | ---------------- | -------------- | ------------------ | --------------------------------------------- |
|       | Tatra T3R.P      | 19             | 1983               |                                               |
|       | Škoda 03 T       | 4              | 1998               |                                               |
|       | Vario LF         | 20             | 2006               |                                               |
|       | Inekon 01 Trio   | 3              | 2006               |                                               |
|       | Vario LF+/o      | 14             | 2013               |                                               |
|       | EVO1             | 5              | 2018               |                                               |
|       | EVO1/o           | 4              | 2018-2022          |                                               |
|       | Ringhoffer       | 1              | 1930               | nombre 223; matériel historiques              |
|       | VV KPS           | 1              | 1951               | nombre 99; matériel historique                |
|       | Vagonka Studénka | 1              | 1912               | nombre 16; matériel historique; déposé à Brno |

## Dépôt

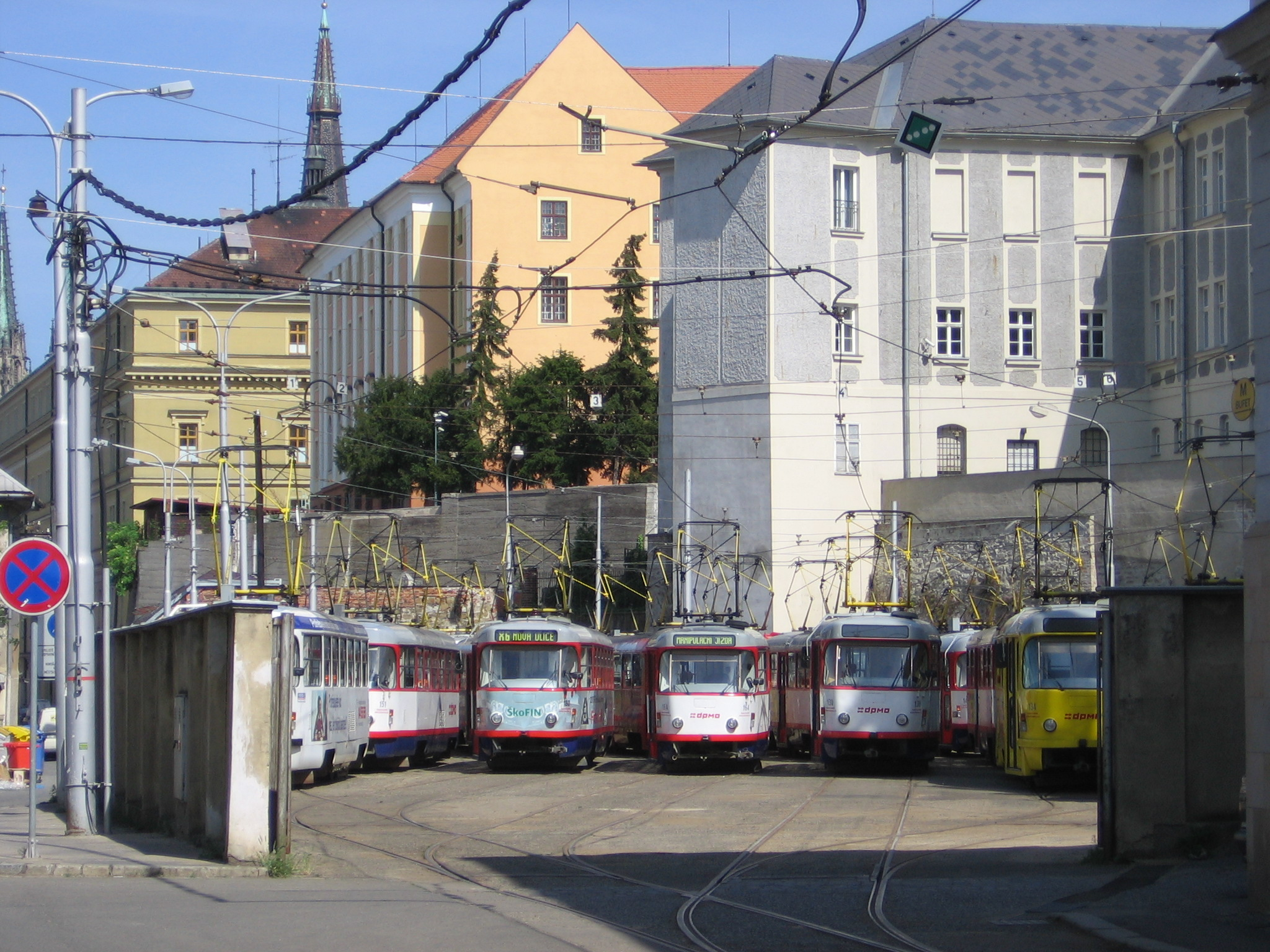
Dépôt des tramways

Le dépôt des tramways se situe dans la rue Koželužská où se situe également le siège de l'exploitant DPMO.
Le nouveau dépôt est en train de construction près de l'arrêt Fibichova.